# 莫村镇
莫村镇，是中华人民共和国广东省肇庆市德庆县下辖的一个乡镇级行政单位。

## 行政区划
莫村镇下辖以下地区：
莫村社区、古有社区、益村、双栋村、富源村、平岗村、双楼村、扶赖村、古楼村、太宪村、大田村、光明村、古有村、曙光村、前锋村、三联村和车牛村。